# Leptinella filiformis
Leptinella filiformis là một loài thực vật có hoa trong họ Cúc (Asteraceae), chỉ có mặt ở mạn đông nam đảo Nam của New Zealand. Từng bị cho là đã tuyệt chủng vào thập niên 1980, loại này được tái phát hiện trên bãi cỏ một khách sạn năm 1998, rồi ngoài tự nhiên năm 2015.

## Mô tả

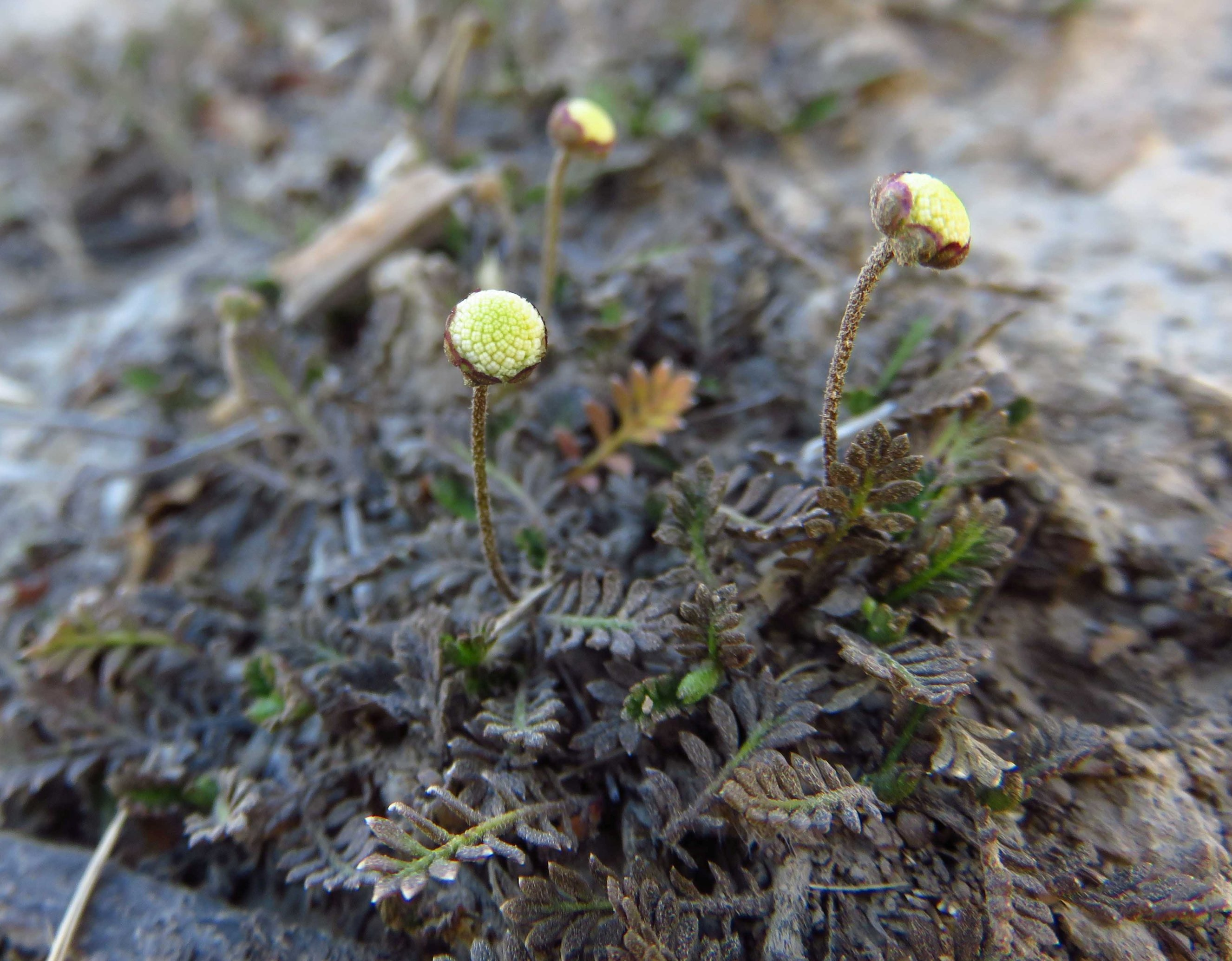

Là một loài cây thân bò sống lâu năm, L. filiformis mọc thành bãi thấp, lan rộng nhờ thân rễ mỏng dưới mặt đất. Nó có lá xanh hay nâu, dài chừng 2 cm (0,79 in). Cụm hoa có dáng nút áo, nhỏ (2–3 mm (0,079–0,118 in)), trổ ra trên cuống mỏng.

## Phân loại
Loài nay được Julius von Haast thu thập năm 1862 trên đồng bằng Canterbury, "giữa đám cỏ", và được gửi tới Joseph Dalton Hooker, người đặt cho nó cái tên Cotula filiformis năm 1864. David Lloyd, khi thẩm tra Cotula, ban đầu giữ nguyên loài này trong chi, nhưng sau đó chuyển nó sang chi Leptinella.
Tên chi (Leptinella) bắt nguồn từ leptos ("mỏng") tiếng Hy Lạp, chỉ bầu nhụy mảnh dẻ của nó; tên loài (filiformis) bắt nguồn từ filum ("sợi chỉ") trong tiếng Latinh.